# 500 milles de Daytona
Les 500 milles de Daytona és una carrera que forma part del campionat de la NASCAR, aquest esdeveniment es corre al  Daytona International Speedway que està situat a Daytona Beach, Florida. Una de les característiques d'aquest circuit és la ubicació, ja que està molt a prop de la platja.
En aquesta carrera hi ha espai per a 40 participants, per tant corren 40 cotxes. El circuit és un oval amb una longitud de 4 quilòmetres, la carrera dura més o menys 8h. És molt similar a la 500 milles indianapolis.

## Com es l’esdeveniment i quines característiques
Format de la qualificació de l’any 2022
La qualificació comença el dimecres amb una primera sessió en la que els pilots van un per un cronometrant les seves millors voltes. En una segona part els més ràpids asseguren una plaça a la primera fila de la graella.
Els altres participants lluiten en duels de 60 voltes, els cotxes que acaben en posició senar participaran a la carrera 1, i els que acaben en posició parell participen a la carrera 2. Els resultats d'aquestes dues carreres seran les posicions per la carrera final. La carrera que determina el guanyador de la competició.

## Història
Aquest circuit es va començar a utilitzar, de manera temporala l'any 1900, en una platja de Daytona al comtat de Volusia a l'estat de Florida als Estats Units. Primer es feia servir per fer carreres i proves de cotxes. Les primeres carreres que es van disputar en aquesta versió primitiva del circuit eren carreres amb rectes de 3 km de llarg. Haugdal i Bill France van continuar organitzant carreres a la platja fins que va esclatar la segona guerra mundial.

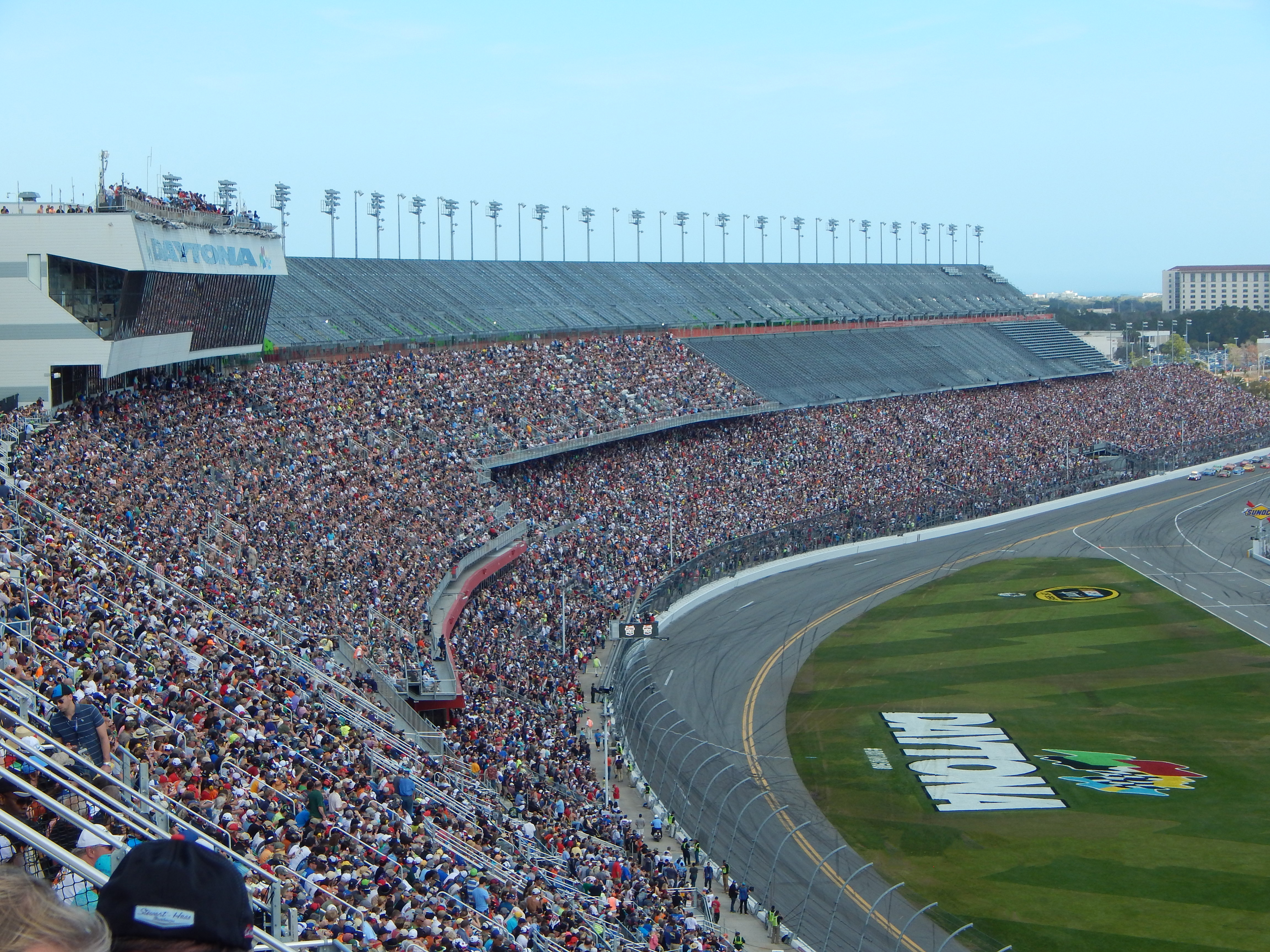
Daytona International Speedway, avui en dia.

Després de la guerra es van seguir fent carreres en el circuit de sorra, però en l’any 1949 es va començar a disputar la NASCAR Stricly Stock el que avui en dia es coneix com a NASCAR.
Amb aquest canvi va començar a assistir molta més gent, i el 1953 es va decidir traslladar aquestes carreres a un circuit fix. El circuit de la platja de Daytona va veure la seva última carrera a l’any 1958. Però la platja va continuar albergant proves de velocitat a la recta.
Les 500 milles de Daytona es van començar a disputar al circuit oval de 2 milles de longitud, que coneixem avui en dia anomenat Daytona International Speedway. Les primeres 500 milles de Daytona es van correr l’any 59.

## Banderes de Pista[4]

Verda

La bandera verda indica que la carrera ha començat o s'ha reiniciat després de parar-la per algun problema. El “comissari de pista” l'ensenya quan el líder de la carrera passa per la zona de reinici de la sessió.

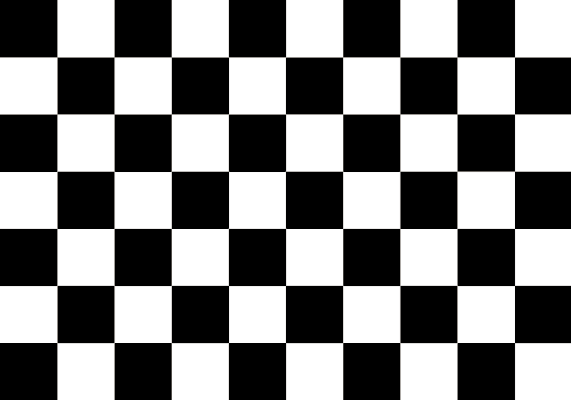
Quadres

La bandera de quadres negra i blanca indica el final d'una etapa de la carrera.

Groga

La bandera de color groc s'ensenya per indicar que hi ha un perill a la pista, la majoria de cops es desplega quan hi ha un accident o també quant a la pista hi ha trossos de cotxes a conseqüència d’alguna col·lisió, també pot ser per avisar que hi ha pluja. Quan hi ha la bandera groga a la pista s'ha de reduir la velocitat i no es pot avançar als altres participants i si el cotxe de seguretat és a la pista s'ha d'anar darrere d'ell.

Vermella

La bandera vermella indica que la carrera s'ha aturat. Els motius pels quals una carrera s'atura poden ser diversos, normalment és a causa d'algun accident que impliqui diversos cotxes o un impacte molt fort d’un sol cotxe. També per condicions climàtiques adverses, per la reparació de la pista, la seva neteja en cas que hi hagi oli o altres fluids que els cotxes hagin deixat anar.

Blanca

La bandera blanca indica que queda una volta per acabar carrera, la següent bandera que es mostrarà será la bandera de quadres que marca el final de la cursa.

Negra

La bandera negra no és tan coneguda, i indica al pilot d'un cotxe que ha d'entrar directament al boxes per la raó que sigui. Com per exemple si s'infringeix una norma, si el cotxe està molt malmés i és un perill pel pilot i pels altres cotxes en pista. També es pot arribar a mostrar la bander anegra si el pilot está conduint de manera agressiva. Normalment, això se li comunica indidualment per ràdio però, si no funciona, se li mostra aquesta bandera exclusivament al pilot.

Negra amb creu blanca

La bandera negra amb una creu blanca está relacionada amb l'anterior, si el pilot no fa cas a la bandera negra, passades tres voltes, se li mostra aquesta que significa que ja no puntuarà a la carrera, per tant, que passarà a ser desqualificat.

Blava

La bandera de color blau indica als conductors que hi ha cotxes més ràpids apropant-se, normalment se'ls hi ensenya als cotxes doblats perquè s'apartin. I així tinguin la mínima influència a les batalles dels altres cotxes més ràpids.

## Velocitat del cotxes

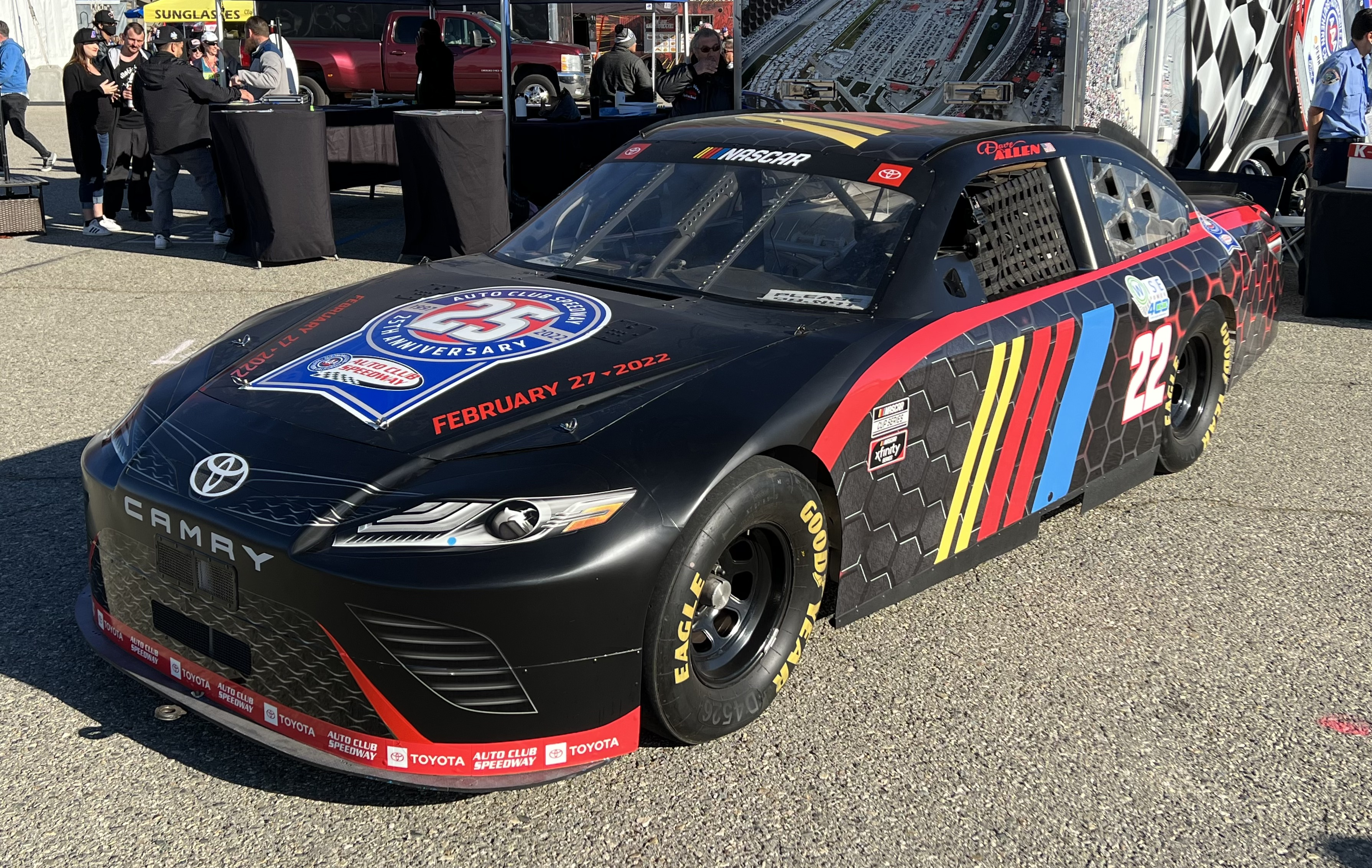
Toyota nascar 2022

Aquest és un cotxe de la temporada de l’any 2022
En aquesta carrera i durant tot el campionat, els pilots corren amb cotxes de tres marques diferemts: Chevrolet, Ford o un Toyota, però cal dir que les especificacions tècniques dels mateixos són pràcticament les mateixes. Un motor V8 de 5,7 litres i 400 cavalls de potència. Els cotxes són tracció posterior i pesen 1225 quilos. La seva velocitat màxima es de 250 km/h i en alguns circuits ovalats aquesta velocitat es quasi sostinguda durant tota la carrera.

## Pilots i motor
Pilots de la temporada 2022
| Pilot               | Cotxe     |
| Ross Chastain       | Chevrolet |
| Aric Almirola       | Ford      |
| Denny Hamlin        | Toyota    |
| Ryan Blaney         | Ford      |
| Chase Briscoe       | Ford      |
| David Ragan         | Ford      |
| J.J Yeley           | Ford      |
| Parker Kligerman    | Ford      |
| Ryan Preece         | Ford      |
| Garrett Smithley    | Ford      |
| Joey Hand           | Ford      |
| AJ Allmendinger     | Chevrolet |
| Daniel Hemric       | Chevrolet |
| Noah Gragson        | Chevrolet |
| Chris Buescher      | Ford      |
| Zane Smith          | Ford      |
| Kyle Busch          | Toyota    |
| Martin Truex Jr     | Toyota    |
| Austin Cindric      | Ford      |
| Christopher Bell    | Toyota    |
| Harrison Burton     | Ford      |
| Joey Logano         | Ford      |
| Bubba Wallace       | Toyota    |
| William Byron       | Chevrolet |
| Daniil Kvyat        | Toyota    |
| Jacques Villeneuve  | Ford      |
| Loris Hezemans      | Ford      |
| Austin Dillon       | Chevrolet |
| Justin Haley        | Chevrolet |
| Austin Hill         | Ford      |
| Michael McDowell    | Ford      |
| Todd Gilliland      | Ford      |
| Kevin Harvick       | Ford      |
| Cole Custer         | Ford      |
| Ty Dillon           | Chevrolet |
| Erik Jones          | Chevrolet |
| Greg Biffle         | Chevrolet |
| Kurt Busch          | Toyota    |
| Ricki Stenhouse Jr. | Chevrolet |
| Alex Bowman         | Toyota    |
| Kyle Larson         | Chevrolet |
| Cody Ware           | Ford      |
| Brad Keselowski     | Ford      |
| Justin Allgaier     | Chevrolet |
| Boris Said          | Ford      |
| Timmy Hill          | Ford      |
| Corey LaJoie        | Chevrolet |
| Landon Cassill      | Chevrolet |
| JoshBilicki         | Chevrolet |
| Mike Rocnfeller     | Chevrolet |
| Andy Lally          | Ford      |
| B.J. McLeod         | Ford      |
| Josh Williams       | Ford      |
| Scott Heckert       | Ford      |
| Kyle Tilley         | Ford      |
| Tyler Reddick       | Chevrolet |
| Chase Elliott       | Chevrolet |
| Kimi Raikkonen      |           |
| Daniel Suarez       | Chevrolet |

## Accidents
A la 63a edició de les 500 milles de Daytona hi va haver un gran accident que va involucrar diferents cotxes. Aquests grans accidents es denominen “Big Ones” i solen involucrar a molts cotxes. Com anàvem dient aquest accident va passar a la 63a edició i en concret, a la volta 14 de 200, on 17 cotxes es van veure involucrats. El vehicle conduït per Kal-El Busch va impactar amb la part de darrere del de Christopher Bell que després va impactar amb l'auto d'Aric Almirola, aquesta últim va acabant perdent el control i va provocar un xoc en cadena amb tots els cotxes que hi havia darrera.

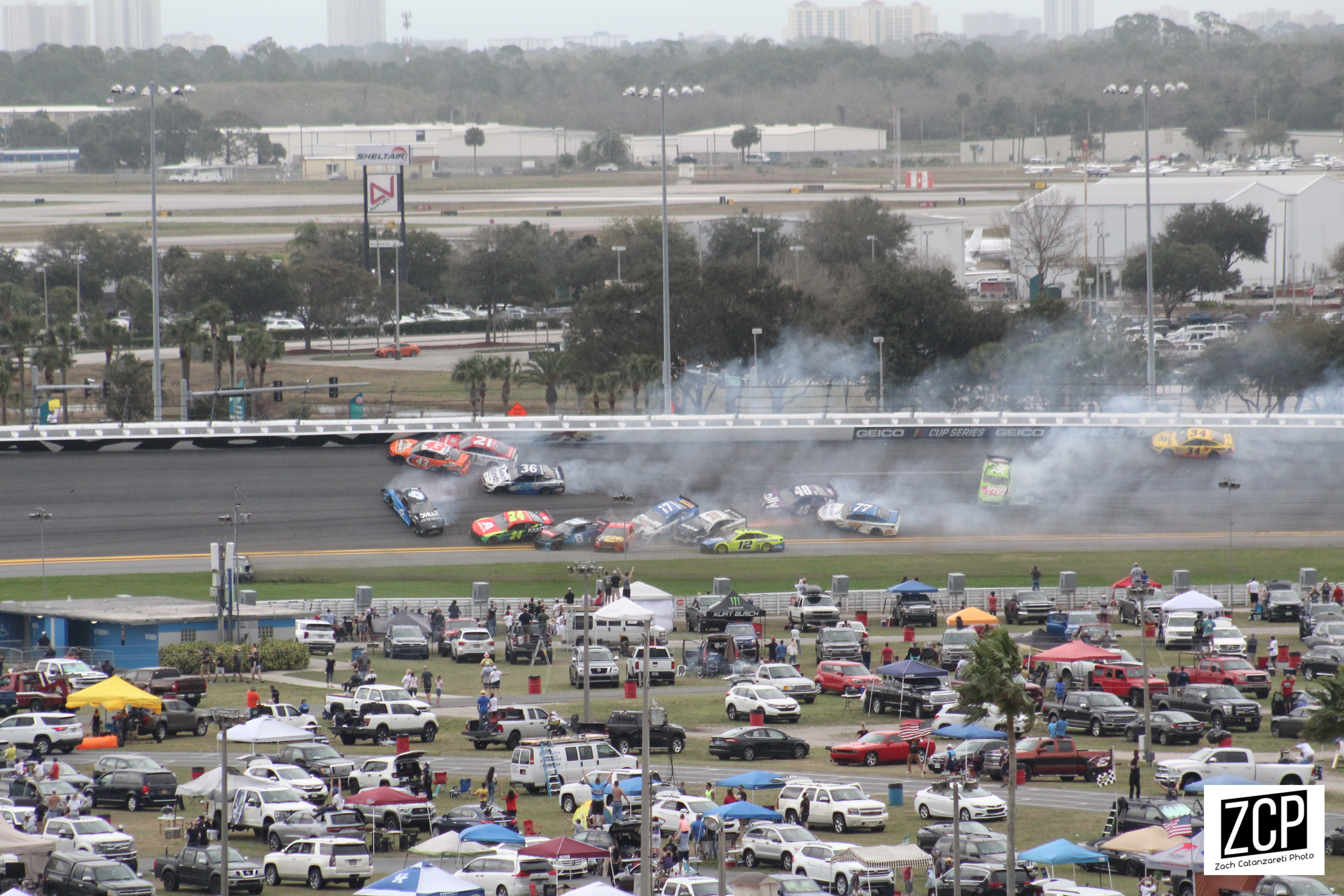
Accident "Big one" a Daytona

Normalment aquests accidents que impliquen tants cotxes passen molt a la NASCAR, ja que van molts cotxes junts en fila, fet que fa que els temps de reacció siguin molt petits si ho comparem, per exemple, amb la fórmula 1. En aquesta altra competició no són tan abundants aquest tipus d'accidents perquè, els cotxes, per qüestions aerodinàmiques, no poden anar tant junts.